# Humble (Kendrick Lamar)
Humble is een nummer van de Amerikaanse rapper Kendrick Lamar uit 2017.
Het nummer werd wereldwijd een hit, voornamelijk in Noord-Amerika. Zo haalde "Humble" de nummer 1-positie in de Amerikaanse Billboard Hot 100. In het Nederlandse taalgebied werd het nummer een bescheiden hitje; in de Nederlandse Top 40 haalde het de 25e positie en in de Vlaamse Ultratop 50 de 15e.

## Awards en nominaties
Humble kreeg van verschillende bekende award shows nominaties, vooral voor de videoclip. Een overzicht van enkele belangrijke categorieën waarin het nummer genomineerd werd:
| Jaar | Organisatie             | Award                      | Resultaat   |
| ---- | ----------------------- | -------------------------- | ----------- |
| 2017 | MTV Video Music Awards  | Video of the Year          | Gewonnen    |
| 2017 | MTV Video Music Awards  | Best Hip-Hop Video         | Gewonnen    |
| 2017 | MTV Video Music Awards  | Best Direction             | Gewonnen    |
| 2017 | MTV Video Music Awards  | Best Cinematography        | Gewonnen    |
| 2017 | MTV Video Music Awards  | Best Visual Effects        | Gewonnen    |
| 2017 | MTV Video Music Awards  | Best Art Direction         | Gewonnen    |
| 2017 | MTV Video Music Awards  | Best Choreography          | Genomineerd |
| 2017 | BET Hip Hop Awards      | Impact Track               | Gewonnen    |
| 2017 | BET Hip Hop Awards      | Song of the Year           | Genomineerd |
| 2017 | BET Hip Hop Awards      | Best Hip-Hop Video         | Genomineerd |
| 2017 | Soul Train Music Awards | Rhythm & Bars Award        | Genomineerd |
| 2017 | American Music Awards   | Favorite Rap/Hip-Hop Song  | Genomineerd |
| 2017 | MTV Europe Music Awards | Best Video                 | Gewonnen    |
| 2018 | Grammy Awards           | Record of the Year         | Genomineerd |
| 2018 | Grammy Awards           | Best Rap Performance       | Gewonnen    |
| 2018 | Grammy Awards           | Best Rap Song              | Gewonnen    |
| 2018 | Grammy Awards           | Best Music Video           | Gewonnen    |
| 2018 | Billboard Music Awards  | Top Hot 100 Song           | Genomineerd |
| 2018 | Billboard Music Awards  | Top Streaming Song (Audio) | Gewonnen    |
| 2018 | Billboard Music Awards  | Top Rap Song               | Genomineerd |